# Altiburos
Altiburos (púnico: 𐤏𐤋𐤕𐤁𐤓𐤔, ʿltbrš) fue una antigua ciudad bereber, cartaginesa y romana en lo que en época contemporánea es Dahmani, en la Gobernación de Al-Kāf de Túnez. Durante el reinado del emperador Adriano se convirtió en un municipio con derechos itálicos. Fue sede de un obispado cristiano entre los siglos IV al VII. El asentamiento fue destruido durante las invasiones musulmanas y el centro de población de la zona se trasladó a Dahmani, en la llanura. Esto dejó las ruinas de Altiburos, redescubiertas por los viajeros en el siglo XVIII, prácticamente intactas.

## Ubicación
Las ruinas de Altiburos se encuentran cerca de Fej El Tamar, en la meseta de Ouartane, a unos 9 km al suroeste de la ciudad de Medeina. En la antigüedad, formaba parte de la frontera de Numidia en la confluencia de los ríos Oum-el-Abid y Medeina.

## Historia

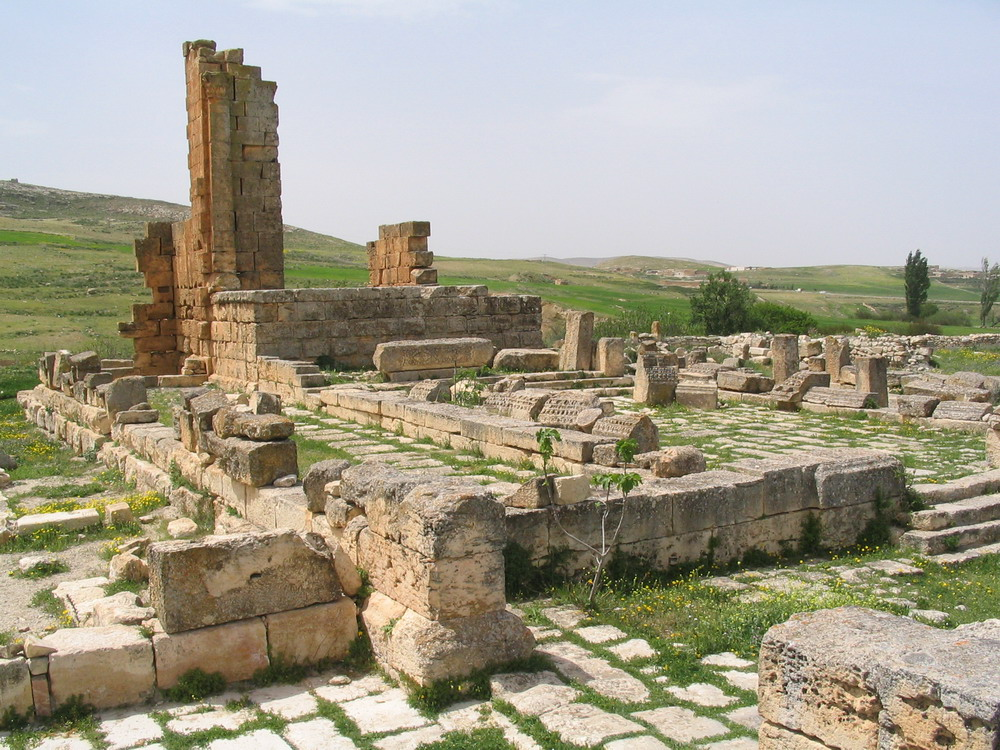
Foro de Altiburos

Altiburos era una antigua ciudad númida en la confluencia de dos ríos locales cuando cayó bajo la influencia y control púnicos. Formaba parte del camino que unía Cartago con Theveste.
Después de que las guerras púnicas finalizaron con la victoria romana, Altiburos formó parte de la provincia de África. Conservó una doble magistratura local de estilo púnico con sufetes hasta bien entrado el imperio, aunque en un momento dado la ciudad concibió una innovación regional e instaló tres ejecutivos a la vez. En el siglo II, bajo el emperador Adriano, se le concedió el estatuto municipal y derechos itálicos con el nombre de Municipium Aelium Hadrianum Augustum Althiburitanum. Fue próspera en los siglos II y III.
Fue la sede de un obispado cristiano de los siglos IV al VII. El asentamiento fue destruido durante las invasiones musulmanas y el centro de población del área se trasladó a Ebba Ksour (Dahmani), en la llanura. Esto dejó las ruinas de Altiburos prácticamente intactas; fueron redescubiertas por los viajeros en el siglo XVIII.

## Restos arqueológicos

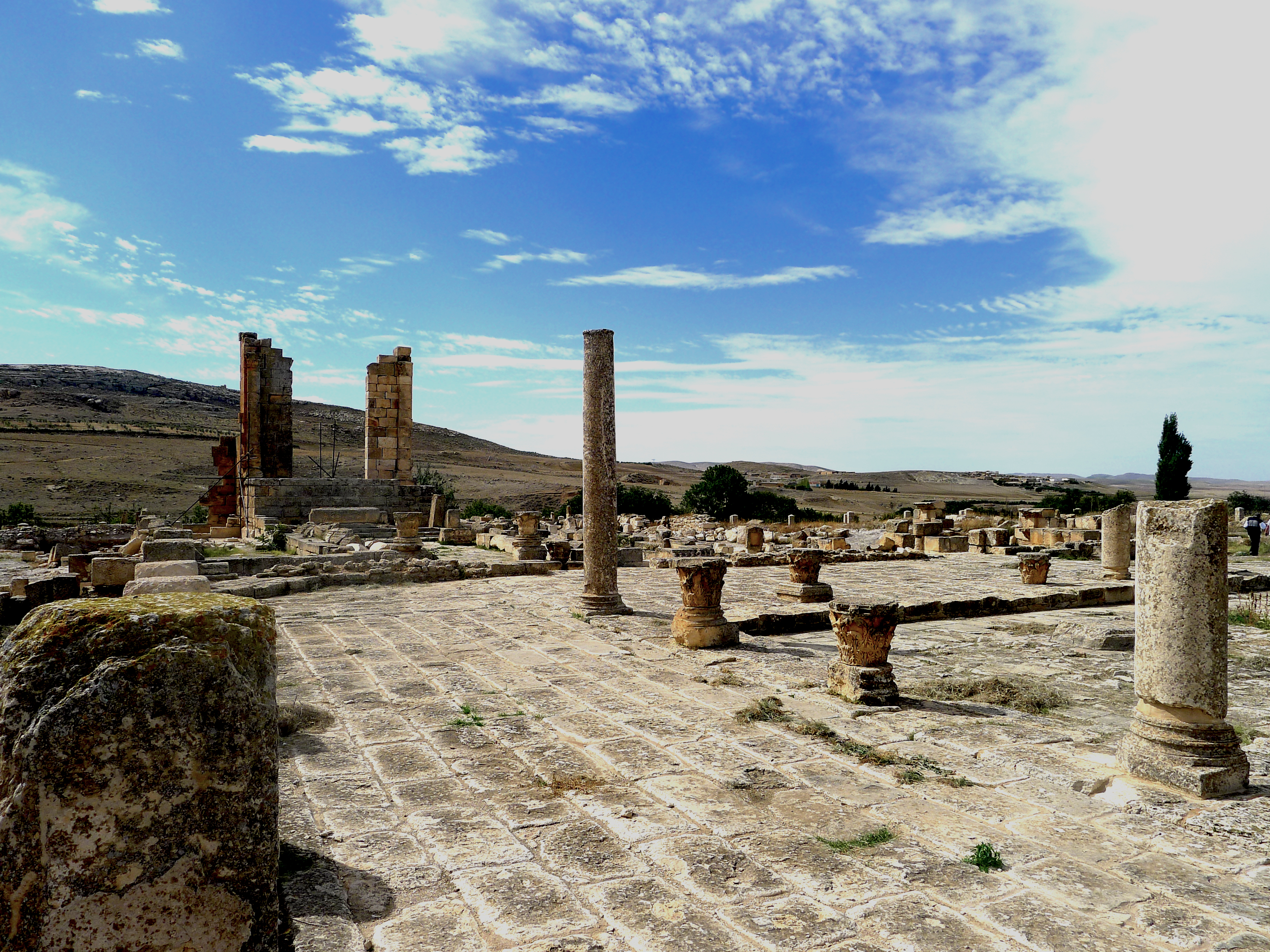
Foro de Altiburos

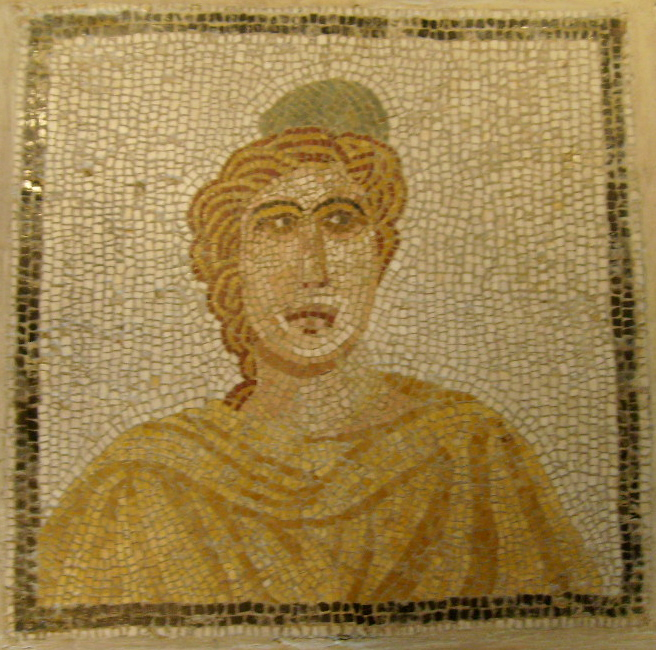
Mosaico procedente de Altiburos

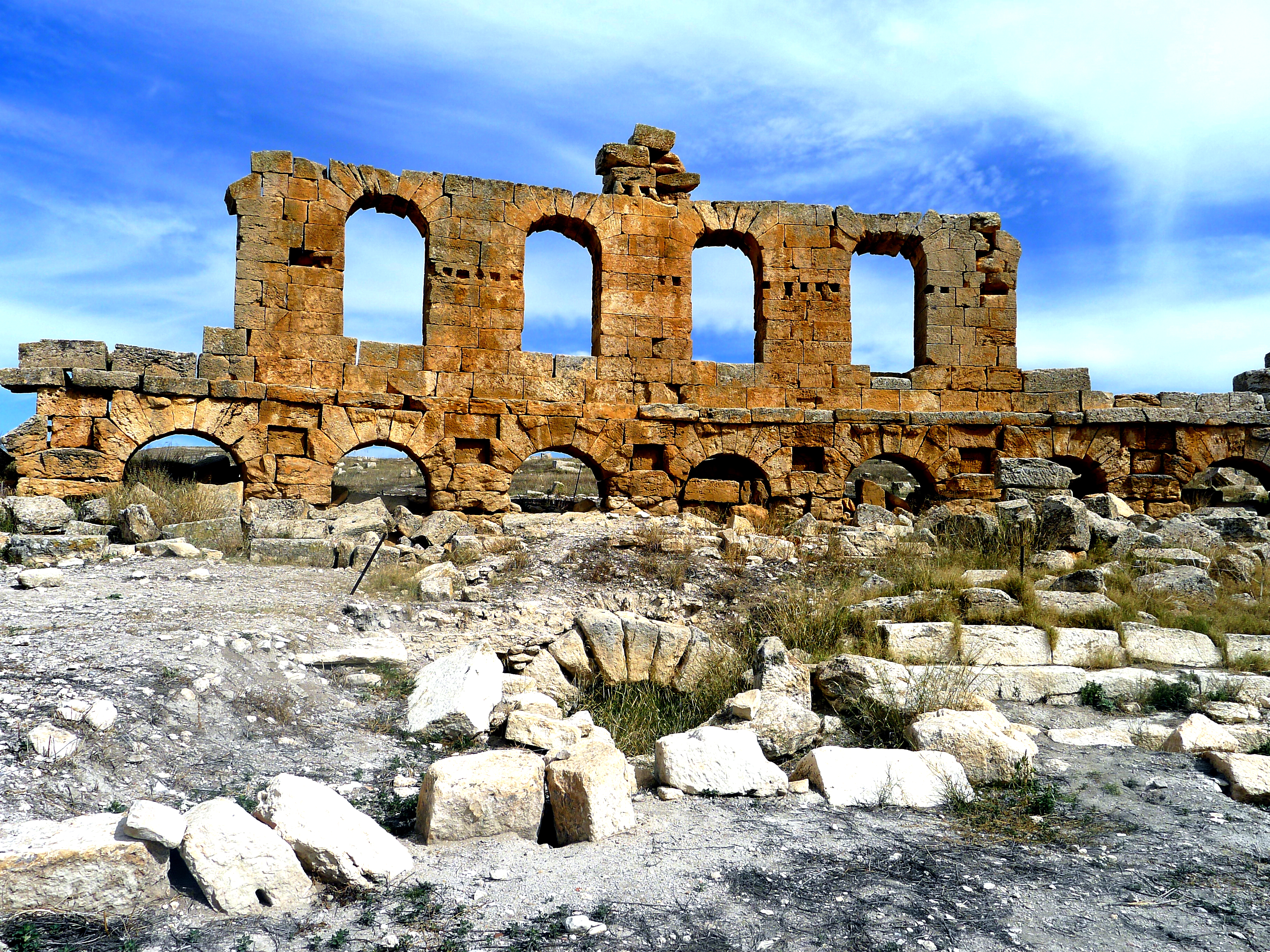
Teatro de Altiburos

Aparte de las historias de viajes que lo describen, el sitio ha acogido pocas excavaciones arqueológicas. Las iniciadas en 1908, interrumpidas y reanudadas en 1912, revelaron parte del foro, una calle principal y una puerta monumental, con una inscripción dedicada a Adriano. Una inscripción púnica encontrada en el sitio se encuentra en el Museo del Louvre de París. Desde 2006-2007, equipos españoles e italianos llevan a cabo proyectos de excavación gracias al apoyo del Instituto Nacional de Patrimonio de Túnez.
Los principales restos son:
- Capitolio y foro (44,6 por 37,15 metros) en una explanada pavimentada (23,35 por 30,8 metros) rodeada por un porche con 10 x 12 columnas.
- Dos estatuas, de Minerva y Juno, realizadas en mármol.
- Arco de triunfo en ruinas, con la fachada conservada parcialmente. Fue excavado en 1912 y datado entre 185 y 191.
- En el lado opuesto del foro hay un segundo templo (dedicado a un dios o dioses desconocidos), del que solo se conservan el podio y algunos elementos arquitectónicos corintios; a partir de una inscripción parece datarse en 145. En la esquina noreste hay un complejo de edificios que incluye una casa con un peristilo de 16 columnas y mosaicos geométricos en los cuatro pórticos; otros mosaicos se encuentran en el Museo del Bardo. Al sureste de la plaza, un edificio de 10 x 7 metros que probablemente fue una fábrica y una fuente monumental.
- Casa de las Musas, con mosaicos.
- Casa de la escena de Peixos, al otro lado del río Oum-el-Abid, con mosaicos que representan escenas de peces.
- Arco de triunfo del siglo IV o V.
- Casa de Asclepio, llamada así por un mosaico, cuya función no se ha podido determinar.
- Casa de las dieciséis bases, por las dieciséis figuras que aparecen en seis piedras de la base que parecen mostrar la influencia púnica.
- Teatro, presa, mausoleos, el principal de Ksar Ben Hannoun, al oeste con una celda de 3,2 por 2,5 metros y una inscripción.
- Calzada romana a Tébessa.

### Teatro
El teatro romano está situado en la cima de una colina. Los restos permanecen parcialmente enterrados en medio de bloques dispersos; solo es visible una serie de 19 arcadas, culminada por cinco arcadas del primer piso. A finales del siglo XIX, René Cagnat y Henri Saladin dieron las siguientes dimensiones del teatro: 60 metros de diámetro y 35 metros de ancho. Las excavaciones arqueológicas llevadas a cabo desde 2007 tienen como objetivo el estudio de las ruinas y la reconstrucción del teatro.